# Regula Renschler
Regula Renschler (* 30. Juni 1935) ist eine Schweizer Publizistin und Übersetzerin. Sie war die erste Frau in der Redaktion des Tages-Anzeigers und später Auslandredaktorin für verschiedene Schweizer Medien. Von 1974 bis 1985 war sie Fachbereichsleiterin bei der «Erklärung von Bern» (heute Public Eye). Renschler ist Gründerin des Fraueninformationszentrums FIZ (heute: Fachstelle Frauenhandel und Frauenmigration) sowie Mitgründerin des «arbeitskreis tourismus & entwicklung» (akte) und des Übersetzerhauses Looren.

## Leben und Karriere
Regula Renschler wuchs in Zürich auf, studierte Romanistik und Geschichte und war während des Studiums als Lehrerin tätig.
Ihre erste journalistische Anstellung fand sie bei der Nachrichtenagentur United Press International (UPI). 1962 wurde sie als erste Frau in die Redaktion des Zürcher Tages-Anzeigers aufgenommen. Zunächst arbeitete sie im Nachtdienst, dann in der Auslandredaktion. Später arbeitete Renschler unter anderem für die Rundschau (SRF). Von 1966 bis 1967 arbeitete sie in Afrika, wo sie im Auftrag der Internationalen Journalisten-Föderation in mehreren Ländern journalistische Seminare durchführte.
1967 publizierte Renschler ihre Dissertation über die Linkspresse Zürichs im 19. Jahrhundert. Von 1974 bis 1985 war sie Sekretärin der entwicklungspolitischen Nichtregierungsorganisation Erklärung von Bern (Public Eye) und leitete dort den Fachbereich «Rassismus – Ethnozentrismus – Kulturbegegnung». 1985 gründete Renschler das Fraueninformationszentrum FIZ (heute: FIZ Fachstelle Frauenhandel und Frauenmigration) für den Schutz und die Rechte von Migrantinnen, die von Gewalt und Ausbeutung betroffen sind.
Von 1985 an arbeitete Renschler als Redaktorin bei Radio DRS als «Fachfrau für andere Kulturen und Minderheiten».
Renschler ist Autorin mehrerer Bücher. Nach ihrer Pensionierung arbeitete sie als literarische Übersetzerin. Der «Verein Übersetzerhaus Looren» in Wernetshausen vergibt ihr zu Ehren jährlich ein «Regula Renschler-Exzellenzstipendium».

## Veröffentlichungen (Auswahl)

### Als Autorin
- Die Linkspresse Zürichs im 19. Jahrhundert. Europa-Verlag, Zürich 1967.
- In Afrika unterwegs, Tagebuchblätter einer Journalistin. Europa-Verlag, Zürich 1969.
- Erziehung zur Solidarität. Schule und Dritte Welt in der deutschen Schweiz. Paris 1973.
- Wer sagt denn, dass ich weine. Geschichten über Kinder in Afrika, Asien und Lateinamerika, den USA und der Schweiz. Lenos, Basel 1977.
- Wilde, Unzivilisierte oder Noch-nicht-Weisse. Dritte Welt im Kinderbuch. Zürich 1983.
- Vor Ort. Reportagen und Berichte aus fünf Jahrzehnten. Lenos, Basel 2015.

### Als Herausgeberin
- Mit Roy Preiswerk: Das Gift der frühen Jahre. Rassismus in der Jugendliteratur. Basel 1981.
- Mit Ruth-Gaby Vermot: Unser täglicher Rassismus.Bern 1981.
- Ware Liebe. Sextourismus, Prostitution, Frauenhandel. Wuppertal 1987.
- Disteln im Weinberg. Tagebuch aus Palästina. Sumaya Farhat-Naser, Nachwort von Ernest Goldberger, Lenos, Basel 2007.
- Mit Anne-Marie Holenstein und Rudolf Strahm: Entwicklung heisst Befreiung. Erinnerungen an die Pionierzeit der Erklärung von Bern. Chronos, Zürich 2008.

### Als Übersetzerin
- Ana Maria Machado: Der Regenbogen. Wie die Kinder den Tyrannen vertrieben. Göttingen 1989.
- Axelle Kabou: Weder arm noch ohnmächtig. Eine Streitschrift gegen schwarze Eliten und weisse Helfer. Basel 1993.
- Nicolas Bouvier: Die Erfahrung der Welt. Basel 2001.
- Nicolas Bouvier: Blätter von unterwegs. Basel 2003.
- Salim Bachi: Villa Kahena. Basel 2006.
- Yvette Z’Graggen: Deutschlands Himmel. Basel 2011.
- Mahi Binebine: Die Engel von Sidi Moumen. Roman aus Marokko. Basel 2011.